# Albrunpas
De Albrunpas is een relatief hoge bergpas in de Lepontische Alpen op de grens van Zwitserland en Italië. De pas verbindt Binn in het Binntal aan de noordzijde met het Italiaanse Baceno in het zuiden. Vanuit Binn is het dal van de Rhône te bereiken. Even na Baceno is er aansluiting op het Valle Antigorio-Formazza.
De pas is enkel toegankelijk voor voetgangers; over de pas is nooit aan weg aangelegd. Het is de laagste pas over de hoofdkam van de Alpen tussen de Simplonpas en de Gotthardpas. De Albrunpas is relatief moeilijk toegankelijk. Tussen Binn en het Rhônedal moet men langs een kloof en ook de zuidzijde zijn er moeilijke stukken, ten noorden van het dorp Goglio. Over de Nufenenpas (2478 m), ten noordoosten van de Albrunpas, werd wel een weg aangelegd. Tussen beide passen in ligt de 2487 meter hoge Griesspas waarover enkel een ruiterpad loopt, maar die vroeger wel vaker gebruikt werd in combinatie met de Grimselpas.
De Albrunpas ligt tussen de Albrunhorn in het westen en de Ofenhorn in het oosten.

Albrun · Albula · Alpe Gesero · Bernina · Brünig · Chasseral · Croix · Ferret · Flüela · Forclaz · Furka · Furggu · Gemmi · Glas · Glaubenberg ·  Glaubenbüelen · Gries · Grimsel · Grote Scheidegg · Grote St.-Bernhard · Gurnigel · Gueulaz · Jaun · Julier · Klausen · Kleine Scheidegg · Kunkel · Lenzerheidepas · Livigno · Lukmanier · Maloja · Moosalp · Morgins · Mosses · · Saanenmöser · Neggia · Nufenen · Oberalp · Ofen · Pillon · Planches · Pragel · San Bernardino · Sanetsch · Schallenberg · Simplon · Sint-Gotthard · Splügen · Susten · Umbrail · Vue des Alpes · Wolfgang